# Tazlina Lake
Pour les articles homonymes, voir Tazlina.
Le lac Tazlina est un lac d'Alaska aux États-Unis, dans la Région de recensement de Valdez-Cordova. Long de 34 kilomètres, il représente le début de la rivière Tazlina et se situe à 1,6 kilomètre du Glacier Tazlina, à 100 kilomètres au nord de Valdez. Il fait partie du bassin de la rivière Copper.
Le Russe Shturman Serebrenikov semble avoir été le premier homme blanc à avoir découvert ce lac. C'était le 30 mai 1848. Il indiqua qu'il était appelé Plavezhnoye Ozero ou Plavezhni Lake et que deux familles indiennes vivaient sur ses rives.
C'est en 1887 que l'administration américaine lui donna le nom de Tazlina, en rapport avec la rivière éponyme.